# حسن شراحيلي
حسن شراحيلي لاعب كرة قدم سعودي ، يلعب حالياً في نادي العين.

## مسيرة اللاعب
كانت بداياته مع نادي الدرع و انتقل إلى نادي الباطن في عام 2016م وفي 31يناير2017م انتقل إلى نادي ضمك لمدة 4 أشهر على سبيل الاعاره و عاد بعدها إلى نادي الباطن في صيف 2017 و أعير مرة أخرى إلى نادي ضمك و أعير إلى نادي الجبلين في صيف 2021 و لعب بعدها مع النادي العربي ونادي العين.

## روابط خارجية
- حسن شراحيلي على موقع قاعدة بيانات كرة القدم.إي يو (الإنجليزية)
- حسن شراحيلي على موقع ناشيونال فوتبول تيمز (الإنجليزية)
- حسن شراحيلي على موقع Soccerway.com (الإنجليزية)